# Moskwicz 407

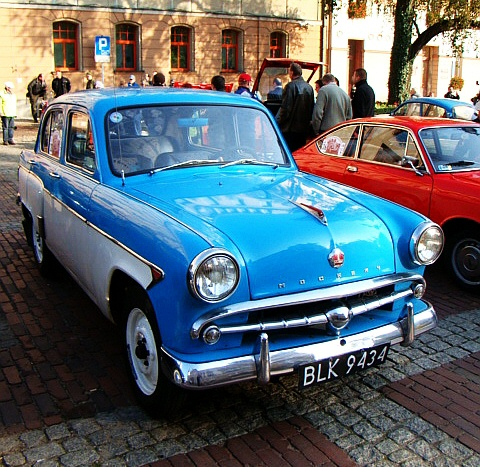
Model z lat 1959-60, z pierwotną atrapą chłodnicy

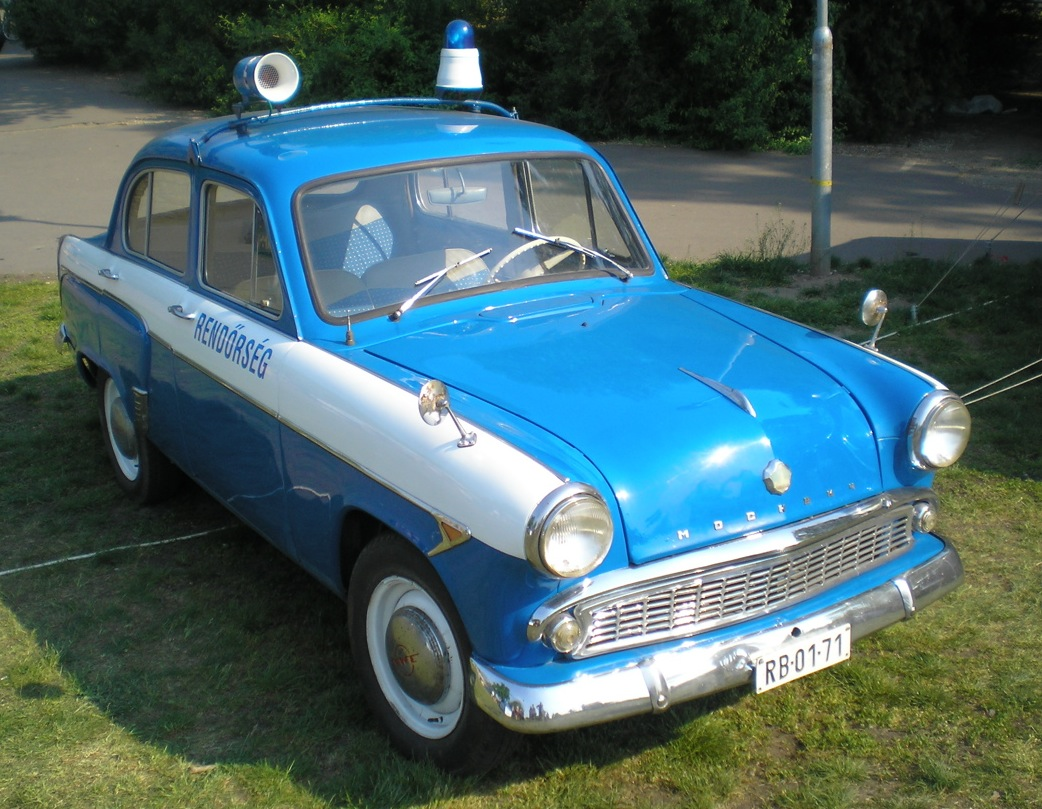
Moskwicz 407 z lat 1962-63 węgierskiej policji

Moskwicz 407 (ros. Москвич 407) – samochód osobowy produkowany przez Moskiewską Fabrykę Samochodów Małolitrażowych (MZMA - Moskowskij Zawod Malolitrażnych Awtomobilej) w latach 1958–1963

## Historia i opis modelu
Stanowiący kolejny model z linii rozwoju samochodów Moskwicz, model 407 wywodził się z konstrukcji poprzedniego Moskwicza 402, przejmując jego nadwozie i podwozie. Głównym ulepszeniem był mocniejszy 4-cylindrowy silnik górnozaworowy OHV z aluminiową głowicą, o pojemności 1358 cm³  i mocy 45 KM, zastępujący stary silnik dolnozaworowy 1220 cm³ o mocy 35 KM, aczkolwiek jego konstrukcja stanowiła jedynie modernizację poprzedniej jednostki. Produkcję samochodu rozpoczęto w maju 1958 roku, a zakończono w październiku 1963. Od grudnia 1959 roku trójstopniową skrzynię biegów zastąpiono czterostopniową, zastosowaną po raz pierwszy w radzieckim samochodzie osobowym. W styczniu 1960 samochód otrzymał opony bezdętkowe, a od kwietnia 1961 nowy tylny most. Koło zapasowe umieszczone było w bagażniku z tyłu, po jego prawej stronie, a pod podłogą bagażnika był zbiornik paliwa, z wlewem za odchylaną tylną tablicą rejestracyjną.
Samochód podlegał w toku produkcji ograniczonym zmianom zewnętrznym. Pierwsze wersje produkcyjne różniły się zewnętrznie od modelu 402 jedynie krótszą chromowaną ozdobą na przedniej krawędzi tylnych błotników, wprowadzono także wkrótce napis Москвич nad atrapą chłodnicy. Od 1959 na lepiej wykończonych samochodach stosowano dwukolorowe malowanie nadwozia, z kolorami oddzielonymi stalową listwą o poziomym przebiegu, od kolejnego roku wprowadzoną na wszystkich nadwoziach. W trójkątnych załamaniach listwy na przednich błotnikach były emblematy z pleksiglasu z numerem 407. W 1960 zasadniczej zmianie uległa atrapa chłodnicy – grubą poziomą chromowaną belkę we wlocie powietrza zastąpiła chromowana krata, zmieniono też tylne światła. W styczniu 1961 umieszczoną z przodu na masce stylizowaną czerwoną flagę (zwiększającą niebezpieczeństwo ran pieszych) zamieniła gładsza metalowa ozdoba, a w lutym 1962 usunięto pionowe kły ze zderzaka. 
Ogółem wyprodukowano 359 980 samochodów Moskwicz 407, z tego ponad ⅓ na eksport (120 903), głównie do krajów socjalistycznych, ale także na zachód. Powodzeniem cieszył się zwłaszcza w krajach o gorszych drogach, jak Finlandia, Norwegia, Belgia, Grecja. Moskwicz 407 był uznany za udany samochód – w sierpniu 1958 otrzymał złoty medal na salonie samochodowym w Brukseli, a w 1960 fabryka otrzymała za niego nagrodę państwową. Moskwicz 407 kosztował początkowo w ZSRR 16 000 rubli (przed denominacją w 1961), później do 2500 rubli, będąc jednym z tańszych radzieckich samochodów. Mimo to, podobnie, jak w innych krajach socjalistycznych, od połowy lat 50. pojawiły się w ZSRR trudności w zakupie nowego samochodu dla przeciętnego użytkownika, z powodu ograniczonej podaży i konieczności oczekiwania w kolejkach. Samochód był nieźle wyposażony - dzięki dźwigni zmiany biegów przy kierownicy, przednie siedzenie było w formie kanapy z indywidualnymi szerokimi oparciami, które można było rozłożyć, tworząc kanapę do spania. W skład wyposażenia standardowego wchodził dwuzakresowy radioodbiornik oraz zegar, umieszczony na podsufitce, nad lusterkiem wstecznym, między odchylanymi osłonami przeciwsłonecznymi. Moskwicz 407 używany był ponadto w radzieckim sporcie samochodowym, także w wariancie z mocniejszym silnikiem 67 KM – oprócz zawodów lokalnych, uczestniczyły w takich rajdach, jak 1000 jezior, Akropolis i Monte Carlo, aczkolwiek bez większych sukcesów. 
Samochód miał specjalnie wyposażone wersje takie, jak taksówka 407T, wersja dla inwalidów z ręcznym sterowaniem 407B, samochód pomocy medycznej 407M, eksportowa wersja tropikalna 407Ju. Odrębnymi wersjami było kombi Moskwicz 423N, furgon Moskwicz 430 i ciekawe małoseryjne warianty terenowe z napędem 4x4: sedan Moskwicz 410N i kombi Moskwicz 411.
Od grudnia 1962 rozpoczęto produkcję pokrewnego nowszego modelu Moskwicz 403, o takim samym nadwoziu, lecz nowszych podzespołach, który zastąpił w 1963 model 407.

## Dane techniczne
Główne źródło:
- Nadwozie: samonośne, stalowe, 4-drzwiowe, 4-miejscowe
- Długość/szerokość/wysokość: 4055 / 1540 / 1560 mm
- Rozstaw osi: 2370 mm
- Rozstaw kół: 1220 mm
- Szerokość kanapy z przodu/tyłu: 1085 / 1185 mm
- Masa własna: 990 kg
- Masa całkowita: 1290 kg (4 pasażerów)
- Prześwit pod osiami: 200 mm
- Pojemność bagażnika: 340 dm³[6]
- Pojemność zbiornika paliwa: 35 dm³[7]

- Silnik: M-407 - gaźnikowy, 4-suwowy, 4-cylindrowy rzędowy, górnozaworowy OHV, chłodzony cieczą, umieszczony z przodu, napędzający koła tylne
- Pojemność skokowa: 1358 cm³
- Średnica cylindra × skok tłoka: 76 × 75 mm
- Moc maksymalna: 45 KM (33 kW) przy 4580 obr./min
- Stopień sprężania: 7:1
- Maksymalny moment obrotowy: 90 Nm przy 2600 obr./min
- Gaźnik: K-59
- Skrzynia przekładniowa mechaniczna 3-biegowa lub 4-biegowa, biegi poza I zsynchronizowane[1], z dźwignią przy kierownicy

- Zawieszenie przednie: niezależne, poprzeczne wahacze resorowane sprężynami, teleskopowe amortyzatory hydrauliczne
- Zawieszenie tylne: zależne, sztywna oś na podłużnych resorach półeliptycznych, teleskopowe amortyzatory
- Hamulce przednie i tylne bębnowe, hydrauliczne; hamulec ręczny mechaniczny na koła tylne
- Ogumienie o wymiarach 5,60-15"

- Prędkość maksymalna: 115 km/h
- Zużycie paliwa: 8-10 l/100 km[1]
- Przyspieszenie 0-100 km/h: 36 s, 0-80 km/h: 18 s (skrzynia 4-biegowa)[1]